# Gordon Highlanders

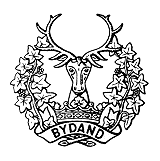
Gordon Highlanders mössmärke

Gordon Highlanders var ett infanteriregemente tillhörande den brittiska armén som bildades 1794 och upplöstes 1994. Regementet namngavs efter klanen Gordon och rekryterade huvudsakligen från Aberdeen och nordöstra Skottland.
Under första världskriget bidrog regementet med 21 bataljoner på västfronten och i italienska fronten. 65 segernamn vanns, även om regementet förlorade 1 000 officerare och 28 000 man. Folksångaren och resenären Jimmy MacBeath deltog i kriget för regementet.
Under andra världskriget vanns ytterligare 27 segernamn och man tjänade i Frankrike, Brittiska Malaya, Nordafrika, Sicilien, Italien och nordvästra Europa.